# قطب الدين حيدر
قُطب الدين حيدر هو شيخ وعالمِ دين صوفي يتبعُ الطريقة الملامتيّة. لا يُعرف لا مكان ولا تاريخ ولادته ويُقال إنه قد دُفنَ في خراسان الكبرى. يقول قزفيني مؤلِّ كتاب «تاريخ كزيده إنَّ حيدر كان على قيدِ الحياة وقت الغزو المغولي عام 1220 وتوفي في 1221م/618 هـ. يرتبطُ اسم قطب الدين حيدر بالقنب الهندي الذي عرفَ انتشارً على ما يبدو في المجتمع الإسلامي خلال السنوات التي عاشها؛ بل تقول بعض المصادر إن قطب الدين قد تناول في فترةٍ من الفترات القنَّب الهندي الذي اعتبرهُ مُتوافقًا مع الحياة الروحية ولما لهُ من «فوائد إيجابية». ينُسب لحيدر مقولةٌ فيما يخصّ الحشيش والتي يقولُ فيها: «لقد منحَ الله تعالى ميزةً خاصةً لهذه الورقة ... إنَّ استخدامك لها يُؤدِّي إلى تبديدِ الاهتمامات التي تحجب أرواحك وتحررها من كل ما قد يعوقها؛ بل تختفظُ بها بعناية.»
أسَّسَ حيدر فريقًا من الدراويش الذين أُطلق عليهم اسمُ «الحيدرية» وقد عُرفوا بعزوبتهم وثقبِ أجسادهم بحلقات حديدية فضلًا عن المشي حُفاة القدمين. وفقًا للجوبري – وهو كاتبٌ عراقي قديمٌ كان مهتمًا بالبحث ما وراء قطب الدين حيدر وجماعة مريديه من الحيدرية – في كتابه «كاشف الأسرار»؛ فقد قامَ أفراد من فرقة الحيدرية بتناول الحشيش قبل أن يقوموا بعمليات تشويه أو ثقب الذات وذلك من أجل تخديرِ الألم.